# Rutherfordia shoreae
Rutherfordia shoreae är en insektsart som beskrevs av Takagi, Pong och Ghee 1989. Rutherfordia shoreae ingår i släktet Rutherfordia och familjen pansarsköldlöss. Inga underarter finns listade i Catalogue of Life.